# Пуквиль, Франсуа
Франсуа Шарль Юг Лорен Пуквиль (фр. François Charles Hugues Laurent Pouqueville; 4 ноября 1770, Ле Мерлеро, Нормандия — 20 декабря 1838, Париж) — французский дипломат, писатель, путешественник, врач и историк.
В качестве пленника османского султана в Семибашенном замке, затем генерального консула Франции в Иоаннине, с 1798 по 1820 годы он исследовал населённые греками районы Османской империи, одним из первых начал там археологические раскопки.
Его дипломатические усилия и публицистика в значительной степени стали основой филэллинизма в Европе и внесли значительный вклад в возрождение греческой государственности.
Кавалер орденов Почётного легиона и греческого Ордена Спасителя.

## Начало карьеры
Франсуа Пуквиль учился в Канском колледже, затем поступил в семинарию Лизье. В 21 год он стал диаконом и принял постриг. После этого он стал викарием родного графства Монмарсе.
Был известен как роялист, и во время якобинского террора его спасла его собственная паства. В эти же годы он начал обширную переписку со своим братом Югом и сестрой Адель, которая продолжалась всю жизнь. Эта переписка служит источником по временам Французской революции, временам Наполеона и французской Реставрации.
Демократическое движение на втором году революции привлекло его в свои ряды, и когда 14 июля 1793 года первоначальная Ассамблея Ле Мерлеро приняла новую Конституцию, её секретарём был Франсуа Пуквиль.
В 1793 году он сложил с себя обеты священника и стал помощником мэра и учителем. В течение последующей жизни он оставался глубоко предан христианству. Однако его уход из монашества, прореспубликанские выступления и критика папского престола вызвали преследования роялистов, и он скрылся из Нормандии, возможно, в Кан.